# Феофіл Китаївський
Преподобний Феофіл (Феофіл Київський, в миру — Горенківський Хома Андрійович; 1788, Махнівка (Київська губернія, сьогодні Вінниччина) — 28 жовтня 1853, Київ) — український святий, ієросхимонах Києво-Печерської лаври, подвижник XIX століття, юродивий. Блаженний Феофіл був канонізований і прославлений у 1999 році рішенням Синоду УПЦ.

## Біографія
Народився в сім'ї священника у містечку Махнівка Київської губернії. Життя повідомляє, що після свого народження Хома не хотів їсти материнське молоко, але не відмовлявся від посної їжі (розварена ріпа і морква). Це викликало жах у його суєвірної матері і вона тричі намагалася втопити дитину, проте він у дивний спосіб був врятовний. До семи років Хома осиротів і став блукаючим мандрівником, що й визначило його майбутнє юродство.
Блукання по сім'ях родичів привели юного Хому у Києво-Братський монастир, де він почав навчання у Академії. Після смерті вуйка, котрий допомагав йому грішми, Хома залишив навчання, став пономарем спочатку в Чигирині, потім в Обухові. Під час франко-російської війни 1812 року він вернувся до Братського монастиря і став послушником.
- 11 грудня 1821 року Хому постригають у чернецтво з іменем Феодорит
- 30 вересня 1822 року рукопокладають у ієродиякони.
- 6 лютого 1827 року Феодорит стає ієромонахом.
- 9 грудня 1834 року Феодорит приймає велику схиму з іменем Феофіл.

Після цього він приймає на себе подвиг юродства заради Христа. Життя святого оповідає про його дар пророцтва і чудотворення. За порадами і благословінням до старця зверталося багато людей. Відомо, що Феофіл воздвинув хрести на майбутньому місці облаштування Спасо-Преображенської пустині та Іонинського монастиря. Йому приписують пророцтво про появу жіночого Покровського монастиря на Глубочиці (заснований через 36 років після його смерті великою княгинею Олександрою Петрівною).
28 жовтня 1853 року Феофіл помер в день пам'яті особливо шанованої ним великомучениці Параскеви. Перед смертю він приготував усе необхідне до свого поховання, запалив в келії лампади, обкадивши приміщення ладаном і велів одному з послушників вдарити у дзвін. Життя повідомляє, що він помер, промовивши євангельські слова Симеона Богоприємця: «Господи, в руці твої передаю дух мой».

## Прославлення
У 1993 році разом з преподобними Досифеєю, Парфенієм і Олексієм а також Христа ради юродивим Паїсієм Феофіл був прославлений в лику місцевошанованих печерських святих. Пам'ять святого встановлено на 28 жовтня.
Були віднайдені мощі святого, які раніше знаходилися в приходському Свято-Троїцькому храмі на території Китаївської пустині, 24 лютого 2009 року були перенесені до монастирського храму Дванадцяти апостолів. Там знаходиться і могила преподобного. В роки радянської влади, коли територія монастиря була передана НДІ садівництва, місце поховання ієросхимонаха Феофіла зберегли відомим через те, що тут стояв пам'ятник.
Багато фрагментів з життя Феофіла лягли в основу сценарію фільму Острів.